# Manchester (Maine)
Manchester è un comune (town) degli Stati Uniti d'America della contea di Kennebec nello Stato del Maine. La popolazione era di 2,580 persone al censimento del 2010.

## Geografia fisica
Secondo lo United States Census Bureau, ha un'area totale di 22,62 miglia quadrate (58,59 km²).

## Storia
Nei primi anni del XIX secolo, la città era nota come "The Forks". Manchester ha preso nome dalla città di Manchester nel Massachusetts.

## Società

### Evoluzione demografica
Secondo il censimento del 2010, c'erano 2,580 persone.

### Etnie e minoranze straniere
Secondo il censimento del 2010, la composizione etnica della città era formata dal 97,0% di bianchi, lo 0,3% di afroamericani, lo 0,3% di nativi americani, l'1,1% di asiatici, lo 0,1% di altre razze, e l'1,2% di due o più etnie. Ispanici o latinos di qualunque razza erano lo 0,5% della popolazione.